# Mimocularia
Mimocularia is een kevergeslacht uit de familie van de boktorren (Cerambycidae). De wetenschappelijke naam van het geslacht werd voor het eerst geldig gepubliceerd in 1970 door Breuning.

## Soorten
Mimocularia is monotypisch en omvat slechts de volgende soort:
- Mimocularia cineracea Breuning, 1970